# AZCA

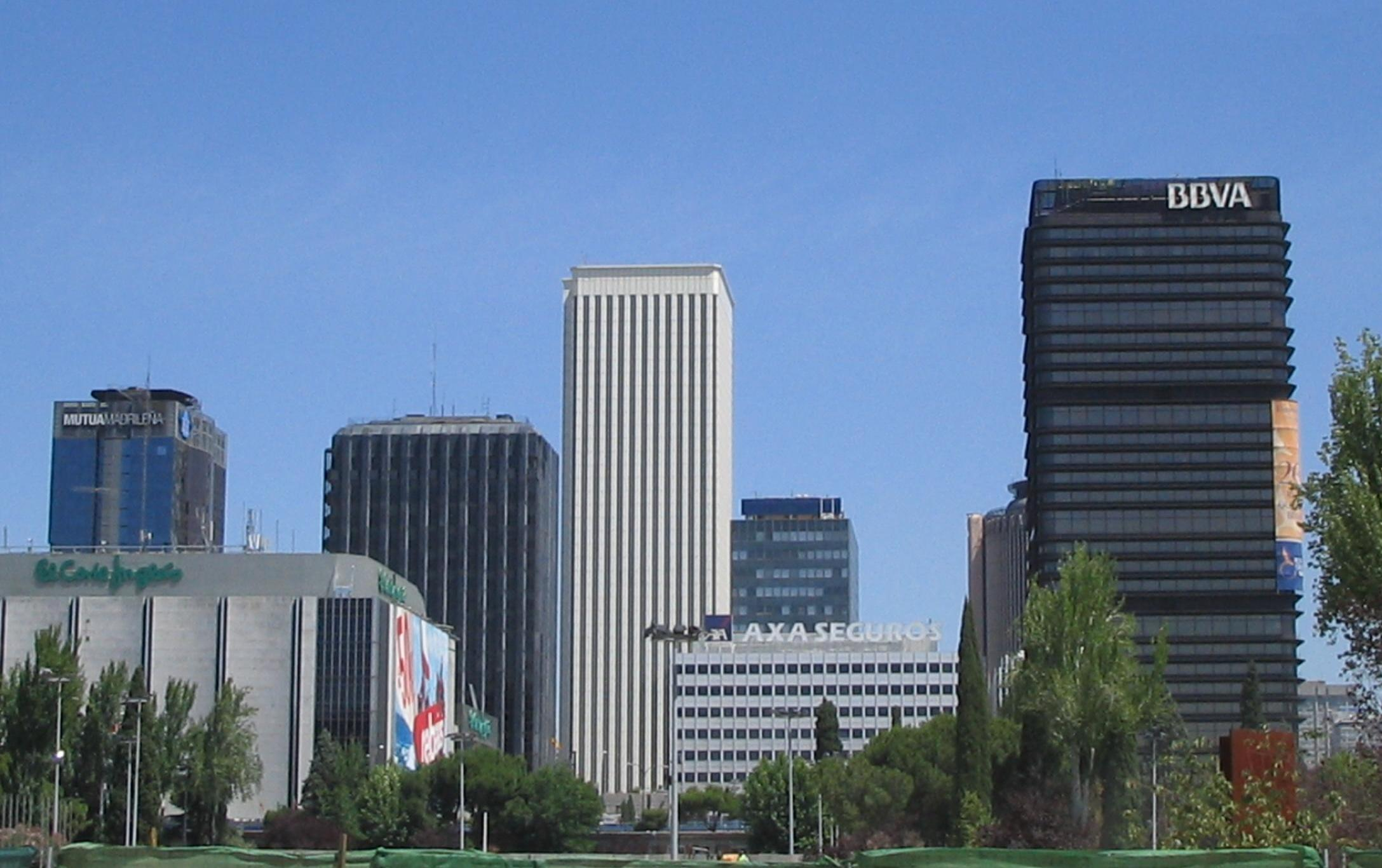
AZCA vita do Paseo de la Castellana.

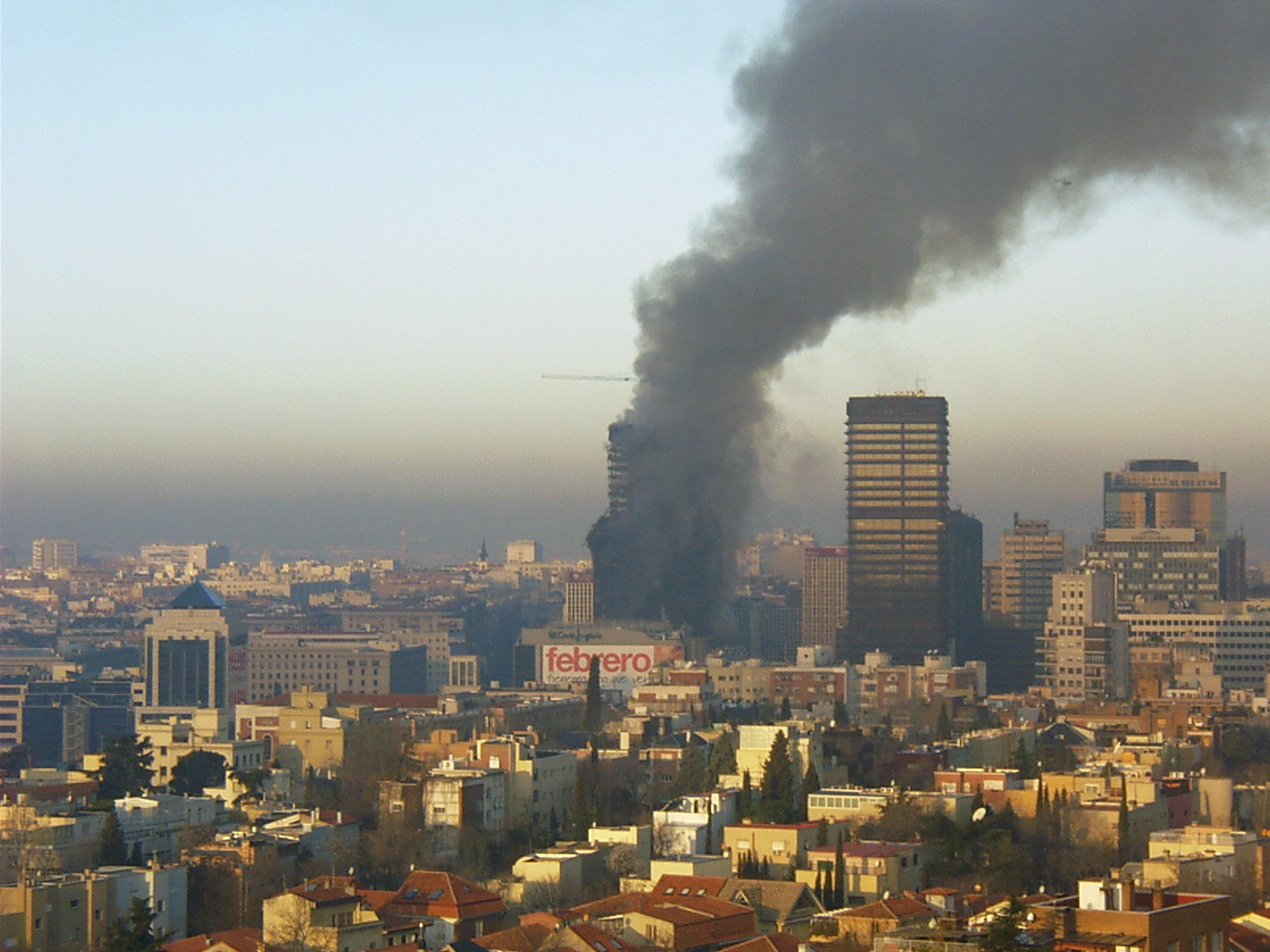
Torre Windsor a arder.

AZCA, acrónimo de Asociación Mixta de Compensación de la Manzana A de la Zona Comercial de la Avenida del Generalísimo, é uma zona comercial em Madrid, na Espanha.
Situa-se na baixa madrilenha, entre as ruas de Raimundo Fernández Villaverde, Orense, General Perón e o Paseo de la Castellana. Estava originalmente inserido no "Plano Geral de Ordenação Urbana de Madrid", aprovado em 1946, cujo objectivo era criar e desenvolver uma zona de edifícios de escritórios modernos com ligações ao metro e ao comboio. Foi também incluída neste projecto a construção de um jardim botânico, uma biblioteca e uma sala de ópera, mas não chegaram a sair do papel. A construção começou nos anos 70; actualmente, esse local acolhe os mais altos arranha-céus da cidade, incluindo:
- Torre Picasso (157 metros)
- Torre Europa (121 metros)
- Torre BBVA (107 metros)

## Incêndio
Na noite de 12 de Fevereiro de 2005, deflagrou na Torre Windsor um incêndio no 21º andar. O fogo atingiu rapidamente os pisos superiores, deixando o edifício inutilizável. Apesar da estrutura de aço não ter cedido, o edifício foi demolido em Agosto desse ano.